# Thunder Over Texas
Thunder Over Texas is een Amerikaanse western uit 1934 onder regie van Edgar G. Ulmer.

## Verhaal
De cowboy Ted Wright adopteert de jonge Tiny Norton, nadat haar vader werd vermoord tijdens een gevecht over documenten. De bankier Bruce Laird en de corrupte sheriff Tom Collier willen die documenten in handen krijgen. Wanneer ze er niet in slagen, ontvoeren ze Tiny. Samen met de mooie lerares Helen Mason tracht Ted Tiny te redden.

## Rolverdeling
| Acteur           | Personage     |
| ---------------- | ------------- |
| Guinn Williams   | Ted Wright    |
| Marion Shilling  | Helen Mason   |
| Helen Westcott   | Tiny Norton   |
| Philo McCullough | Tom Collier   |
| Victor Potel     | Dick          |
| Ben Corbett      | Tom           |
| Tiny Skelton     | Harry         |
| Claude Payton    | Bruce Laird   |
| Robert McKenzie  | Rechter Blake |
| Dick Botiller    | Gonzalez      |